# Bye Bye Belgium
Pour les articles homonymes, voir Bye Bye.
Bye Bye Belgium (nom de code : Tout ça (ne nous rendra pas la Belgique)), est une émission spéciale de la RTBF diffusée le 13 décembre 2006 ; il s'agit d'un faux documentaire de la chaîne de télévision généraliste publique belge francophone, La Une, considéré par la chaîne comme un docufiction, et qualifié de canular par une partie de la presse. Alors que les téléspectateurs, qui viennent de regarder le Journal télévisé, s’apprêtent à suivre deux reportages de l’émission Questions à la Une à forte connotation communautaire et aux titres polémiques, Va-t-on supprimer les indemnités de chômage en Wallonie ? et Les Flamands sont-ils plus corrompus que les Wallons ?, une édition spéciale diffusée en direct à partir de 20 h 21 interrompt la programmation au début de laquelle le présentateur vedette du journal télévisé François de Brigode annonce la déclaration unilatérale d’indépendance de la Flandre.
Le 31 janvier 2025 sort la chanson « Bye Bye Belgium » composé par le chanteur flamand Seb Martens en hommage à la Belgique.

## Principe de l'émission
L’objectif annoncé était, dans le prolongement de la série d’émissions sur l’histoire du pays depuis l’indépendance, intitulée « Moi, Belgique », de présenter une enquête sur l’avenir de la Belgique, réalisée auprès de la population, et de susciter le débat.
Des reportages sur les premières conséquences de la sécession, dont la fuite du roi Albert II pour le Congo-Kinshasa ou le blocage des frontières entre les régions, sont diffusés, ainsi que des réactions « à chaud » d’hommes politiques comme Herman De Croo, de personnalités médiatiques comme Axelle Red, Philippe Geluck, Jean-Luc Fonck ou de simples citoyens.
L’émission, d’une durée d’environ 1 heure 30, est en fait une fiction. Elle est suivie d’un débat, réunissant des représentants des principales familles politiques francophones et néerlandophones, sur ce que cette fiction avait de vrai et d'envisageable.

## Indices d'une fiction

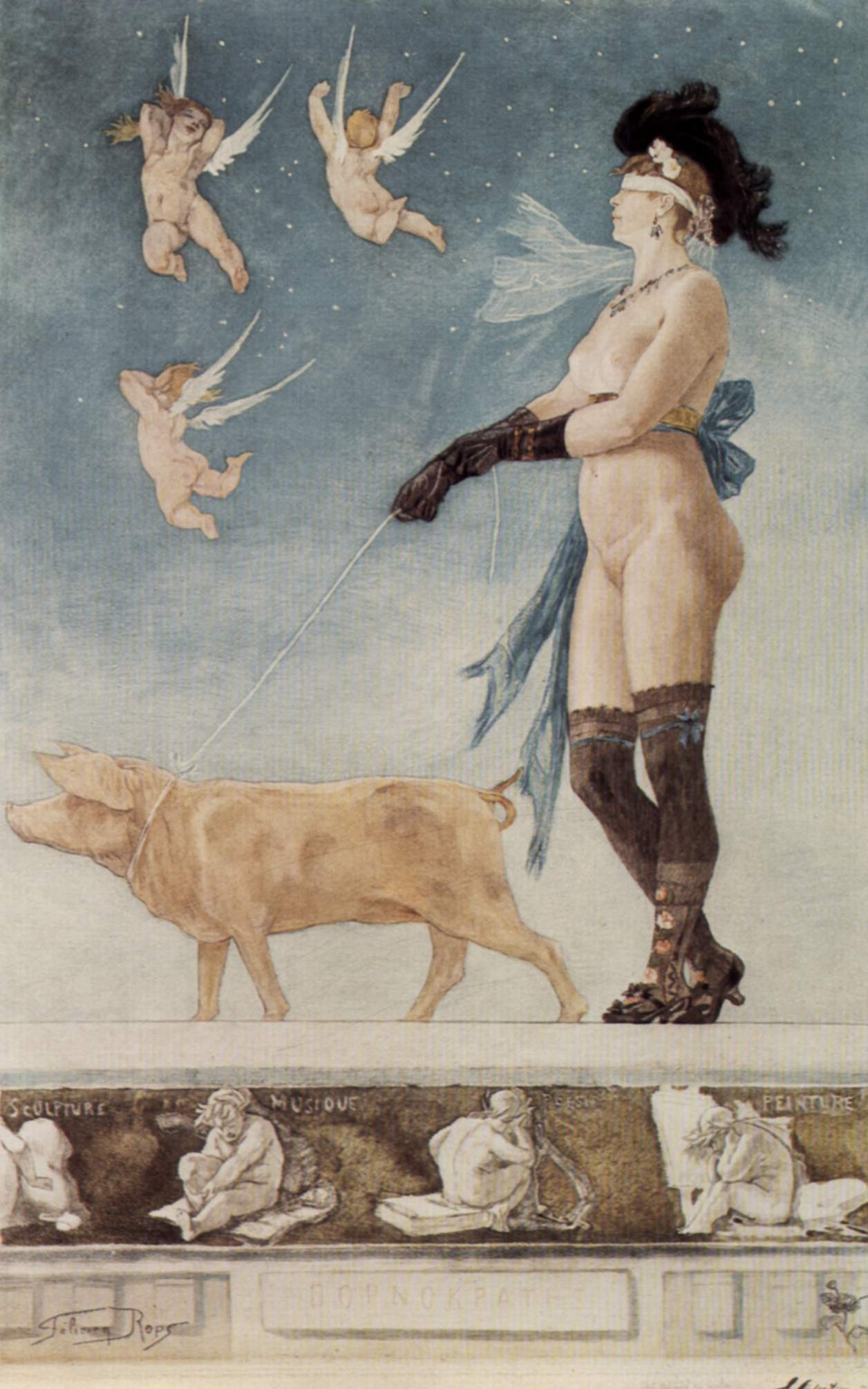
La Dame au cochon / Pornocrates de Félicien Rops

- Le lancement de l’émission spéciale contient de nombreuses approximations, rares de nos jours, même lors d’émissions spéciales.
- Avant que ne commence l’émission spéciale, la phrase : « Ceci n’est peut-être pas une fiction » — en référence au tableau La Trahison des images (« Ceci n’est pas une pipe ») de René Magritte[3] — apparaît en blanc sur fond noir pendant quelques secondes. Le générique est ensuite lancé.
- Un petit logo avec la silhouette de La Dame au cochon / Pornocrates de Félicien Rops est affiché dès les premières secondes d’émission : il s’agit d’un symbole populaire, notamment utilisé dans le générique de l’émission Tout ça (ne nous rendra pas le Congo).
- François de Brigode répond au téléphone en pleine émission alors que de nos jours les présentateurs utilisent l'oreillette à l'antenne.
- Le bandeau blanc en bas de l’écran parle d’« émission spéciale » et non d’« édition spéciale » du journal télévisé.
- Des messages en sous-titre, dont « ceci n’est peut-être pas une fiction », sont diffusés au cours de l’émission ; au bout d’une demi-heure, le journaliste François de Brigode le spécifie également dans ses commentaires en utilisant régulièrement le mot « fiction ».
- Un journaliste posté devant le palais royal annonce en direct la présence d’une foule « pro-Belgique » en liesse, l’arrivée de voitures qui stationnent de façon anarchique : en arrière-plan, on distingue quelques manifestants brandissant des drapeaux belges et le trafic routier paraît normal.
- Des images, censées rendre compte d’une réunion en catastrophe entre Albert II et Guy Verhofstadt au Palais Royal, montrent des arbres bien verts en plein mois de décembre.
- Bien que le ton général adopté dans l’émission soit très réaliste, de nombreux éléments d’information peu vraisemblables, voire saugrenus, y ont été glissés : images d’une immense foule en liesse à Anvers cinq minutes à peine après l’annonce de la sécession ; le roi Albert II en fuite à Kinshasa ; le gouvernement de la région de Bruxelles-Capitale réfugié dans la dixième boule (inexistante) de l’Atomium ; le tram bloqué à la nouvelle frontière et les policiers locaux envoyés la surveiller ; la présentation d’un timbre-poste à l’effigie d’Astrid, reine de Flandre et enfin les images de l’effondrement de la tour des télécommunications de la RTBF et de la VRT.
- Sur les autres chaînes, francophones et surtout néerlandophones, l’« information » n’est pas relayée.
- Au bout d’une demi-heure de diffusion, submergée par les réactions, la RTBF fait afficher à l’écran un bandeau « Ceci est une fiction » en continu, lequel aurait été demandé par Fadila Laanan, ministre de tutelle de la RTBF[4]. Mais, « la chaîne publique précise que c’était à son initiative qu’elle avait décidé de mettre un bandeau Ceci est une fiction, une demi-heure après le début de l’émission[5]. »
- Le numéro de téléphone 070.22.20.22 donné en cours d’émission pour permettre aux téléspectateurs de réagir à l’information diffuse via un répondeur un message révélant la fiction.
- Quand on voit le drapeau belge s’abaisser du palais royal, on distingue clairement la silhouette de Christophe Deborsu.

## Démentis
Les sites internet des principaux quotidiens francophones démentent l’information.
Les forums et chats mis en place sont envahis de milliers de réactions, et les sites internet de la RTBF sont surchargés,.

## Le livre connexeBye Bye Belgium
Le lendemain de l’événement sortait en librairie un livre intitulé Bye Bye Belgium aux Éditions Labor. Il relate le making-of de l’émission et contient des suppléments documentaires sur l’enquête qu’a menée Philippe Dutilleul pendant 2 ans pour mettre son émission sur pied.
Bien que théoriquement écrit « sous la direction de Philippe Dutilleul », le livre est bel et bien son œuvre et doit cette mention au fait que quelques articles d’universitaires complètent son exposé. Le 15 décembre, Dutilleul présentait l’ouvrage au cours d'une conférence de presse dans un lieu de culture francophone situé au cœur même des institutions flamandes à Bruxelles, au Théâtre des Martyrs, situé entre le parlement flamand et le siège du gouvernement flamand. À cette occasion, il qualifia le livre de complément à l’émission, un instrument pour prolonger le débat. Il essuya de nouvelles critiques de la part de l’AJP. L’éditeur déclara souhaiter voir naître une version flamande de l’ouvrage.

## Contexte politique de l'émission
- Région flamande

Région flamande

La Belgique est un État fédéral composé de trois régions (Région flamande, Région wallonne et Région de Bruxelles-Capitale) et de trois communautés (Communauté flamande, Communauté française, et Communauté germanophone). Les compétences transférées aux entités fédérées (y compris sur la scène internationale : cas unique), correspondent à 51 % du total des budgets étatiques belges (État fédéral + entités fédérées). Les exigences des partis démocratiques flamands étaient déjà lors de l’émission d’augmenter ce pourcentage et d’accentuer les aspects confédéralistes du fédéralisme belge. D’autres partis politiques flamands, comme le Vlaams Belang, réclament même l’indépendance de la Flandre. Des transferts se réalisant dans le budget de la Sécurité sociale du Nord au Sud, ceux-ci seraient perdus en cas de scission du pays et le tout apeure certains Wallons, soit qu’ils soient attachés à la Belgique, soit qu’ils redoutent que cette scission ipso facto des budgets sociaux ne provoque un abaissement (évalué parfois à 20 %[réf. nécessaire]) de leurs allocations sociales et/ou de leur standing de vie. L’impact de l’émission s’explique par ces deux hantises, soit symbolique et affective, soit matérialiste ainsi que par le contexte politique (une scène importante est supposée se dérouler au Parlement flamand et le président du Parlement wallon est interrogé), qui rendaient la fausse information plausible, d’autant que la disparition du pays est sans cesse évoquée dans les médias : le 15 juin 2007 après les Élections législatives fédérales belges de 2007, Vincent de Coorebyter déclare que Le sort de la Belgique est entre les mains de séparatistes.
De plus, l’émission survient au moment où a lieu une polémique sur une éventuelle implication du prince Laurent dans une affaire de corruption.

## Implication des personnalités politiques
Des personnalités politiques importantes ont participé à ce faux documentaire, en voici une liste non exhaustive :
- Herman De Croo (VLD), président de la Chambre des représentants (il déclare cependant ne pas avoir été au courant que son interview serait utilisée dans une émission-fiction[12]) ;
- José Happart (PS), président du Parlement wallon ;
- Karl-Heinz Lambertz (SP-PS), ministre-président de la Communauté germanophone de Belgique ;
- Charles Picqué (PS), ministre-président de la Région de Bruxelles-Capitale ;
- Guy Vanhengel (VLD), ministre du budget de la Région de Bruxelles-Capitale ;
- Jean-Marie Dedecker (ex-VLD, ex-N-VA), sénateur ;
- Filip Dewinter (Vlaams Belang), député régional flamand ;
- Nelly Maes (Spirit), députée européenne.

D’autres, bien que n’y ayant pas participé, étaient au courant de l’émission avant sa diffusion. C’est le cas par exemple des deux ministres-présidents wallons et flamands, Elio Di Rupo et Yves Leterme. Et de Paul-Henry Gendebien, président du R.W.F., averti par Jean-Marc Dubray, directeur des éditions Labor et militant de ce parti à l'époque (9e suppléant de l'arrondissement de Charleroi en 2004). En 2006, Dubray publiait "Belgique, dernier quart d'heure" de Paul-Henry Gendebien en même temps que le livre de Philippe Dutilleul.

## Précédents
En mai 1998, le cinéaste belge Alain Berliner, l'auteur de Ma vie en rose, sortait Le mur, un film surréaliste sur la scission brutale de la Belgique la nuit de la Saint-Sylvestre de l'an 2000. Dans le film, le fritkot d'Albert est coupé en deux et un mur est construit en une nuit le long de la frontière linguistique. Les anciens Belges n'avaient plus que quelques heures pour retourner définitivement dans leurs régions d'origine.
Le 23 novembre 2005, l’émission Questions à la Une avait réalisé une enquête sur le thème : La Wallonie et Bruxelles peuvent-elles s’en sortir seules, sans la Flandre ?. Les différents reportages s’attachaient à montrer de manière concrète quelles seraient les conséquences d’une scission du pays, notamment en allant enquêter en Tchéquie et en Slovaquie. L’émission avait causé quelques remous, mais bien moindres que ceux provoqués par celle du 13 décembre 2006.

## Réactions

### La population

Pose de la plaque de la « Rue des contribuables » à Bruxelles par Geoffroy Coomans de Brachène.

De très nombreux téléspectateurs ne perçoivent pas le caractère fictif de l’information, ce qui sera confirmé par le sondage informel par SMS réalisé au cours du débat. Parmi les personnes ayant envoyé un SMS, six pour cent déclarent y avoir cru jusqu’au bout, malgré le bandeau Ceci est une fiction placé après la première demi-heure. Très rapidement le centre d’appel téléphonique et le site Internet de la RTBF sont saturés (voir : section chiffres). Les forums des principaux journaux de presse écrite reçoivent un afflux inhabituel de messages. Les premières réactions vont de la panique à l’indignation et à la colère à la découverte de la supercherie.
Ce n’est qu’à partir du lendemain matin qu’une proportion plus importante de messages d’approbation et de soutien est exprimée. Selon un sondage réalisé par l’institut de sondages Ipsos, 53 % des francophones estiment que ce documentaire-fiction est une « mauvaise idée ». Néanmoins, avec le temps, cette tendance s’est inversée : un sondage, réalisé du 13 au 15 décembre par le bureau d’étude ANT Research et publié dans Le Soir Magazine du 20 décembre, indique que 61,8 % des personnes interrogées approuvent la RTBF pour avoir produit cette émission.
Une mini-manifestation de protestation a rassemblé, le 17 décembre à côté du Palais royal, quelque 300 personnes sous la houlette du conseiller communal libéral bruxellois Geoffroy Coomans de Brachène, membre de l’association belgicaine Pro Belgica, pour affirmer leur attachement à une Belgique unie,.
Durant les semaines qui ont suivi, l’émission a fait l’objet de nombreux messages sur les forums de discussion dont ceux des principaux journaux. En réaction aux demandes de sanctions contre les auteurs, exigées par différentes personnalités politiques, une pétition de soutien à la RTBF a été mise en ligne et a en une seule semaine réuni plus de 60 000 signatures électroniques. Elle a été ensuite transmise à la ministre de tutelle, Fadila Laanan qui a de toute manière déclaré s’opposer au principe de sanctions adressées à des personnes. Bien que n’approuvant pas tous la forme de l’émission, les signataires soutiennent le droit à la liberté d’expression de la RTBF et affirment la nécessité du débat.

### Le Palais Royal
Le Palais royal émet un communiqué de presse :
« Ce n’est pas le rôle du Palais de commenter ou de condamner des programmes TV ou des initiatives de presse. Nous constatons simplement qu’aux yeux de nombreux observateurs, ce programme avait les caractéristiques d’un canular de mauvais goût », indique le porte-parole du Palais en réaction à la diffusion de l’émission-fiction de la RTBF sur l’indépendance de la Flandre. Ce constat du Palais porte sur l’ensemble de l’émission et non pas uniquement sur la manière dont la famille royale a été mise en scène, a précisé le porte-parole, ajoutant également que le Palais n’avait pas « d’état d’âme particulier, ni sur le fond ni sur la forme de l’émission ».

### Les personnalités médiatiques
L’artiste belge Philippe Geluck explique, avec humour, sa vision des choses dans le cas d’un hypothétique rattachement à la France : « Ça va nous permettre d’enfin procéder au rattachement. Au rattachement, mais comme moi je le vois depuis longtemps, c’est-à-dire non pas un rattachement de la Wallonie à la France, mais plutôt de la France à la Wallonie, pour former une grande république wallonne. »

### Le monde politique belge
Les réactions du monde politique sont globalement négatives. L’initiative est fustigée car elle est susceptible de nuire à la Belgique en inquiétant, voire paniquant, ses citoyens et en envoyant à l’étranger des signes négatifs quant à la stabilité politique du pays. Le tout loin des missions de la RTBF en tant que service public.
Le Premier ministre belge Guy Verhofstadt évoque une émission irresponsable et la présidente du sénat Anne-Marie Lizin annonce que « dans les capitales étrangères, l’émoi est très grand ».
Fadila Laanan, Ministre de l’Audiovisuel de la Communauté française de Belgique, qui assure la tutelle sur la télévision de service public, a convoqué Jean-Paul Philippot, l’administrateur-général de la RTBF. Une enquête sera ouverte sur « ce procédé douteux », selon la ministre qui « se pose des questions déontologiques concernant les journalistes qui ont participé à cette émission ».
Il présente ses excuses le 14 décembre, après sa rencontre avec Fadila Laanan, « à titre personnel, par rapport à la surémotivité qu’on a pu déclencher ».
La présidente du sénat belge Anne-Marie Lizin a déclaré que « les ambassadeurs et les ambassades étaient inquiets de ce qu’ils devaient signaler à leur capitale respective » en évoquant les contacts pris par les ambassades auprès des autorités belges pendant la diffusion du reportage.
Pour le Mouvement réformateur, des sanctions fortes devraient être prises à l’égard de la chaîne. Par la voix de son président Didier Reynders, il estime que si le gouvernement de la communauté française protège la RTBF, cela signifierait pour le MR qu’on puisse désormais tout permettre et que le discours politique serait vidé de son sens.
Quant aux différents mouvements nationalistes flamands, ils ont par contre apprécié de voir ainsi organisée une mise en scène de leurs propres souhaits en matière d’évolution institutionnelle de la Belgique.
Par ailleurs, le fait que Filip Dewinter, chef du groupe Vlaams Belang (en français Intérêt Flamand) au Parlement, ait participé à l’émission est considéré par certains politiciens comme un non-respect du cordon sanitaire. Cette question de l’indépendance de la Flandre est devenue le fonds de commerce du parti du Vlaams Belang, une formation politique d’extrême droite opposée au multiculturalisme de la population et qui considère la Wallonie comme un parasite profitant du système.
Il déclare : « Grâce à ce reportage, on peut désormais parler librement de l’indépendance de la Flandre et de la Wallonie ». José Happart, interrogé au Parlement wallon fait mine de ne pas s’étonner et regrette que les Wallons n’aient pas pris l’initiative de la scission.

### Le monde politique étranger
Jean-Claude Juncker, le Premier ministre luxembourgeois, a déclaré à son arrivée au sommet européen de Bruxelles : « J’ai trouvé le programme tout à fait à côté de la plaque ». Il a souligné qu’on ne blaguait pas avec ce genre de choses qui font « du tort à la Belgique à l’étranger ».

### La presse
Le monde journalistique belge est très mitigé face à l’émission, y compris au sein de la RTBF où la majorité admet cependant que l’impact émotionnel suscité avait été mal évalué, une moitié des journalistes estimant que la sensibilisation de la population à ce débat essentiel nécessitait des moyens exceptionnels, l’autre considérant que l’usage des décors et présentateurs du journal télévisé constitue une erreur et provoque la confusion au risque de perdre la confiance du public.
La technique du poisson d'avril utilisée par la chaîne de télévision belge pose de sérieuses questions quant à la crédibilité de l’information et l’indispensable confiance du public à l’égard du travail journalistique, selon l’Association des Journalistes professionnels (AJP). Martine Simonis, la secrétaire nationale de l’association, exprime son souhait de voir la création d’un conseil de déontologie, à l’image de ce qui existe déjà en Communauté flamande.
D’autres soulignent par contre la formidable leçon d’indépendance et d’esprit critique donnée par le service public et la presse (bien que l’Association des journalistes professionnels critique l’initiative), ce restant par ailleurs dans le cadre de la tradition démocratique et frondeuse du pays. La rédaction de la RTBF elle-même défend son indépendance journalistique. Il s’agit par ailleurs sans doute d’une première version télévisée de la mystification dont Orson Welles avait été l’instigateur dans sa transmission radio de la Guerre des mondes en 1938.
Bénédicte Vaes, journaliste du journal Le Soir écrit dans son éditorial du 14 décembre : « cette émission est un choc salutaire ! ». Le 15 décembre, Béatrice Delvaux, rédactrice en chef du même journal, écrit quant à elle, « …il est devenu impératif d’explorer des voies nouvelles pour capter l’attention. C’est à ce titre que le JT-fiction de la RTBF, ovni médiatique, mérite une mention spéciale ».
L’émission a fait la Une de la presse francophone et néerlandophone le lendemain.
- Diverses réactions, parfois de panique, de la part du public.
- Diverses réactions au niveau national et international, contre notamment un type d’émission parfois jugée d’un goût douteux et dangereuse pour la sérénité du débat démocratique en Belgique[32]. En effet plusieurs médias étrangers ont fait écho de cette référence, la BBC, le Herald Tribune et la chaîne ABC[33].
- Au Canada, la nouvelle a même été présentée en ouverture de l’édition principale du Téléjournal de Radio-Canada à 22:00 le jeudi 14 décembre (04:00 le vendredi 15 décembre en Belgique). Le correspondant à Paris pour la télévision, Luc Chartrand, a même été dépêché à Bruxelles[34].
- En France, le journal de 13:00 sur France 2 s’est ouvert sur le sujet avec l’humoriste belge Philippe Geluck comme invité.

En Flandre, le quotidien De Standaard, le surlendemain a consacré la totalité de sa première page à une comparaison en tableau entre ce qui était annoncé comme des exigences par certains partis démocratiques flamands en matière de nouveaux transferts de compétences et ce qui était dit dans l’émission. Cette comparaison tendait à démonter que les vœux de la Flandre sont radicalement différents de ce qui était annoncé dans l’émission, en tout particulier la volonté d’une séparation violente et dure d’avec la Wallonie. Il est vrai que si la Flandre désire par exemple assumer de nouvelles compétences comme la totalité de la politique familiale et de l’emploi, le sp.a (socialistes) et le CD&V ne désirent nullement (par exemple) scinder le financement national de la Sécurité sociale. Plusieurs[Qui ?] Flamands ont été en particulier très choqués qu’étaient mis en évidence dans l’émission des séparatistes flamands d’extrême-droite, alors que les Flamands nationalistes les plus radicaux (N-VA, conservateur, et Spirit, progressistes alliés aux socialistes du s.pa), même s’ils veulent aller plus loin encore, désirent y parvenir par la négociation avec les Wallons et les Bruxellois. Ce qui a sans doute le plus heurté la sensibilité flamande, c’est le fait qu’ait été suggérée une sorte d’assimilation de la Flandre avec le Vlaams Belang.

### Les instances de la RTBF
Jean-Paul Philippot, administrateur général de la chaîne après avoir présenté ses excuses aux personnes choquées déclare assumer la diffusion de l’émission : « Nous n’avions pas l’intention de créer une telle émotion mais plutôt d’aborder une vraie question, qui préoccupe les citoyens dans leur attachement à la Belgique. »
Le chef de l’information et de l’éthique, Yves Thiran a justifié cette émission par la nécessité de lancer un débat dans l’opinion publique à propos d’un des thèmes majeurs des prochaines négociations institutionnelles, l’avenir de la Belgique, déclarant que « la déontologie n’est pas une science exacte ».
Alain Gerlache, directeur général de la télévision qui a pris part en direct à l’émission, déclare que la RTBF avait voulu poser un acte pédagogique et profiter de la puissance de la fiction pour expliquer des choses importantes : « Il faut parfois prendre des risques pour prendre ses responsabilités ».
Philippe Dutilleul, concepteur de l’émission, indique que son objectif était avant tout de provoquer le débat et secouer les gens. Philippe Dutilleul a par ailleurs publié un livre intitulé Bye Bye Belgium, compte rendu des différents contacts noués durant la phase de préparation de l’émission.

## Conséquences et suites
- Le 9 janvier 2007, la Communauté française de Belgique, administratrice de la chaîne publique, adopte une motion qui demande notamment la mise sur pied effective d’un comité de déontologie et d’éthique de l’information au sein de la RTBF et l’évaluation des processus de contrôle interne et de décision dans le domaine de l’information[36].
- En mars 2007, la Une organise une série de 3 rencontres-débats sur les rapports entre Flamands et Francophones dans laquelle certains Flamands refusent de parler français à l’antenne[37].
- En juillet 2007, le Collège d’Autorisation et de Contrôle (CAC) du Conseil Supérieur de l’Audiovisuel (CSA) a adressé à la RTBF un avertissement, assorti de l’obligation de publier un communiqué[38],[39].
- Un an plus tard, au soir du 12 décembre 2007, a lieu une émission de Questions à la Une commémorant ce docu-fiction. Jean-Claude Defossé et son équipe relatent les événements de la soirée du 13 décembre 2006 et ses conséquences au travers de deux questions : « Docu-fiction : la RTBF a-t-elle perdu la tête ? » et « Avons-nous eu tort d’avoir raison trop tôt ? ».

## Chiffres
La docu-fiction en tant que telle a duré de 20 h 22 à 22 heures avec une audience (12+ Sud) moyenne de 504 588 téléspectateurs et une part de marché de près de 27 %. Pour le débat, les audiences sont légèrement moins importantes : 302 670 téléspectateurs (24,2 % de part de marché). Sur l’ensemble de la soirée, 1 317 963 francophones et 221 018 néerlandophones sont passés à un moment de la soirée par La Une. Une pointe a été enregistrée à 20 h 53 avec 674 275 téléspectateurs (35,57 % de parts de marché et un taux de 18,3 % sur les 12+). Selon le quotidien belge La Libre Belgique, 31 368 appels ont été enregistrés au centre d’appel créé pour l’occasion, et 21 338 SMS ont été reçus par la chaîne[réf. souhaitée].
L'émission est également publiée en DVD avec en supplément l'émission spéciale de Questions à la Une diffusée le 12 décembre 2007.

## Émissions de radio
- Affaires Sensibles, France Inter. Émission du 2 janvier 2019: "Le jour où les Belges ont divorcé" présenté par Fabrice Drouelle; Invité: Philippe Dutilleul (journaliste et réalisateur du documentaire Bye Bye Belgium RTBF, 2006) https://www.franceinter.fr/emissions/affaires-sensibles/affaires-sensibles-02-janvier-2019